# Амалфи, Иизу
Ии́зу Ама́лфи (порт.-браз. Yeso Amalfi; 6 декабря 1925, Сан-Паулу — 10 сентября 2014, Сан-Паулу) — бразильский футболист, нападающий.

## Карьера
Иизу Амалфи родился в Сан-Паулу. Он жил на улице Руа Треси ди Маю, в округе Бела-Виста, который традиционно был населён потомками мигрантов. Он начал свою карьеру в клубе «Сан-Паулу». За этот клуб нападающий играл 3 сезона, в которых дважды стал победителем чемпионата штата. С 1946 года, после ухода из команды Антонио Састре, Амалфи стал играть в стартовом составе. В составе команды Иизу провёл 78 игр и забил 30 голов. Затем он перешёл в аргентинский клуб «Бока Хуниорс» за 200 тыс. крузейро, куда попал вместе с соотечественником Элено де Фрейтасом. Уйти из «Сан-Паулу» Иизу был вынужден из-за того, что он открыто поддерживал на выборах президента клуба Дешиу Пашеку Педрозу, а выиграл Сисеру Помпеу де Толеду. Амалфи дебютировал в составе «Бока Хуниорс» 16 мая 1948 года в матче с «Росарио Сентраль». Последнюю игру — 24 апреля 1949 года против «Индепендьенте». Всего за клуб футболист провёл 17 матчей (15 официальных) и забил 4 гола (2 в официальных встречах). Затем он совсем недолго играл за «Мильонариос», а потом уехал в уругвайский клуб «Пеньяроль», с которым выиграл чемпионат и Кубок страны.
В феврале 1950 года футболист вернулся в Бразилию, в «Палмейрас», провёл за клуб лишь 14 официальных и 11 неофициальных матчей, в которых забил 3 гола. 16 июня 1950 года Иизу перешёл во французский клуб «Ницца». У бразильца сразу возник конфликт с главным тренером клуба Эли Роус, который завершился ультиматумом для руководства клуба: или тренер, или игрок. Руководство приняло решение встать на сторону футболиста. И этот сезон стал самым удачным в истории команды: клуб, впервые в своей истории, выиграл титул чемпиона Франции. А сам игрок провёл 17 матчей и забил 5 голов, а всего 19 игр и 6 голов, среди которых матчи на Кубок Рио, в которых нападающий выводил свою команду в качестве капитана. По окончании сезона Амалфи, по указанию руководства французского клуба, ушёл из «Ниццы» и уехал в Италию играть за «Торино». В составе этой команды он дебютировал 16 сентября 1951 года в матче с клубом «Про Патрия», в котором его команда победила 2:0. Всего за клуб футболист провёл один сезон, проведя 27 игр и забив 2 гола.
Летом 1952 года Амалфи вернулся во Францию, перейдя в клуб второго дивизиона «Монако». За этот клуб бразилец выступал до ноября, проведя только 4 игры и забив 1 мяч. Затем Иизу стал игроком парижского «Расинга». С этим клубом футболист в первом же сезоне занял 17-е место и вылетел во второй дивизион. За все 3 сезона игрок провёл 75 матчей и забил 6 голов. В 1955 году нападающий перешёл в «Ред Стар», также выступавший во втором дивизионе. Бразилец выступал за эту команду до 1957 года, сыграв в 60 матчах и забив 10 голов. В декабре 1957 года Амалфи стал игроком марсельского «Олимпика». Он выступал за эту команду год, проведя 22 матча и забив 1 гол. Последним клубом в карьере Иизу стал «Серкль Атлетик», в котором он завершил карьеру в 1959 году.

## Личная жизнь
Будучи известным спортсменом, Амалфи вёл активную светскую жизнь. Ему приписывали романы с актрисами Бриджит Бардо и Софи Лорен. Он дружил с испанским художником Пабло Пикассо, философом Жан-Полем Сартром, поэтом Жаном Кокто и родным братом Эвы Перон. Он стал одним из компании людей, которые познакомили Грейс Келли и Ренье III.
Семья Амалфи была связана с «Сан-Паулу», в частности его двоюродный брат, Мануэл ду Карму Мекку, был первым президентом клуба.
К концу жизни Амалфи «промотал» всё заработанное состояние. Он жил на 450 реалов в месяц и помощь от своих трёх детей, включая сыновей Фабиу и Марселлу. Он был несколько раз женат, первую супругу звали Колетт. Он умер в 2014 году от полиорганной недостаточности.

## Статистика выступлений
| Сезон     | Клуб                   | Лига       | Чемпионат | Чемпионат | Кубок | Кубок | Междун. | Междун. |
| Сезон     | Клуб                   | Лига       | Игры      | Голы      | Игры  | Голы  | Игры    | Голы    |
| --------- | ---------------------- | ---------- | --------- | --------- | ----- | ----- | ------- | ------- |
| 1948      | Бока Хуниорс           | Примера    | 14        | 2         | —     | —     | —       | —       |
| 1949      | Бока Хуниорс           | Примера    | 1         | 0         | —     | —     | —       | —       |
| 1949      | Мильонариос            | Примера    | ?         | ?         | —     | —     | —       | —       |
| 1949      | Пеньяроль              | Примера А  | 16        | 6         | —     | —     | —       | —       |
| 1950      | Пеньяроль              | Примера А  | 17        | 7         | —     | —     | —       | —       |
| 1950      | Палмейрас              | Примера А  | 14        | 3         | —     | —     | —       | —       |
| 1950/1951 | Ницца                  | Дивизион 1 | 17        | 5         | 3     | 0     | 3       | ?       |
| 1951/1952 | Торино                 | Дивизион 1 | 27        | 2         | —     | —     | —       | —       |
| 1952/1953 | Монако                 | Дивизион 2 | 4         | 1         | 0     | 0     | —       | —       |
| 1952/1953 | Расинг (Париж)         | Дивизион 1 | 21        | 1         | 3     | 0     | —       | —       |
| 1953/1954 | Расинг (Париж)         | Дивизион 2 | 24        | 5         | 6     | 0     | —       | —       |
| 1954/1955 | Расинг (Париж)         | Дивизион 1 | 20        | 0         | 1     | 0     | —       | —       |
| 1955/1956 | Ред Стар               | Дивизион 2 | 23        | 3         | 5     | 1     | —       | —       |
| 1956/1957 | Ред Стар               | Дивизион 2 | 15        | 2         | 1     | 0     | —       | —       |
| 1957/1958 | Ред Стар               | Дивизион 2 | 16        | 4         | 0     | 0     | —       | —       |
| 1957/1958 | Олимпик Марсель        | Дивизион 1 | 14        | 1         | 1     | 0     | —       | —       |
| 1958/1959 | Олимпик Марсель        | Дивизион 1 | 7         | 0         | 0     | 0     | —       | —       |
| 1958/1959 | Серкль Атлетик (Париж) | Дивизион 2 | 15        | 0         | 1     | 0     | —       | —       |

## Достижения
- Чемпион штата Сан-Паулу: 1945, 1946, 1950
- Чемпион Уругвая: 1949
- Обладатель Кубка Уругвая: 1949
- Чемпион Франции: 1950/1951